# Autolytus tuberculatus
Autolytus tuberculatus är en ringmaskart som först beskrevs av Schmarda 1861.  Autolytus tuberculatus ingår i släktet Autolytus och familjen Syllidae. Inga underarter finns listade i Catalogue of Life.